# قلعة النسور

موقع بلدية قلعة النسور من مقاطعة سوريا (إسبانيا)

قلعة النُسُور أو قلعة النُّصور (بالإسبانية: Calatañazor)‏ مدينة وبلدية إسبانية تقع في مقاطعة سوريا بمنطقة قشتالة وليون. دارت بها ـ فيما يفترض ـ معركة قلعة النسور في يوليو 1002، التي قال بعض المؤرخين إن الحاجب المنصور بن أبي عامر توفي متأثرًا بجروح أصابته أثناءها، وما زال واديها يدعى حتى اليوم «وادي الدم» (بالإسبانية: La Valle de la Sangre)‏، وينتصب اليوم تمثال للمنصور في المدينة.